# Andesianellus
Andesianellus (лат.) — род мелких жуков-слоников (долгоносиков) из подсемейства Cyclominae (Listroderini). Эндемики Южной Америки. Длина 1,9—3,3 мм. Рострум среднего размера; пронотум субцилиндрический; опушение состоит только из щетинок; глаза очень маленькие (8 или меньше фасеток), плоские; постокулярные доли отсутствуют; базальный край надкрылий приподнят, субкилевидный. Andesianellus близок к родам подтрибы Macrostyphlina из трибы Listroderini и близок к родам Adioristidius, Amathynetoides, Macrostyphlus, Nacodius и Puranius.
Питаются предположительно листьями (имаго) и корнями растений (личинки).

## Систематика
Род включает около 10 видов.
- Andesianellus carltoni  Anderson & Morrone, 1996
- Andesianellus cotopaxi  Anderson & Morrone, 1996
- Andesianellus fulgidus  Anderson & Morrone, 1996
- Andesianellus hermani  Anderson & Morrone, 1996
- Andesianellus masneri  Anderson & Morrone, 1996
- Andesianellus microphthalmicus Anderson & Morrone, 1996
- Andesianellus minutus  Anderson & Morrone, 1996
- Andesianellus planirostris  Anderson & Morrone, 1996
- Andesianellus tricarinatus  Anderson & Morrone, 1996